# Sanctuaire Notre-Dame-du-Cap
Pour les articles homonymes, voir Basilique Notre-Dame-du-Cap et Notre-Dame du Cap.
Le sanctuaire Notre-Dame-du-Cap est un lieu de pèlerinage marial catholique situé au Cap-de-la-Madeleine, un secteur de Trois-Rivières au Québec. Dressé sur le bord du fleuve Saint-Laurent, il est dédié à la Vierge Marie et accueille chaque année plus de 500 000 pèlerins et visiteurs  en provenance de tous horizons. Son plus volumineux bâtiment est élevé au rang de basilique mineure en 1964. Le site a été désigné sanctuaire national par la Conférence des évêques catholiques du Canada, comme seulement une poignée d'autres sites. C'est le deuxième plus vaste et important sanctuaire marial dédié à la Vierge Marie en Amérique du Nord après celui de Notre-Dame de Guadalupe au Mexique.

## Histoire
La chapelle d'origine date de 1717 (les travaux se déploient sur 3 ans jusqu'en 1720). La permission de construire a été obtenue en 1714. 
L'appellation Notre-Dame-du-Cap se rapporte à une statue de la Vierge actuellement située dans le vieux temple. Une profonde dévotion mariale existe à Cap-de-la-Madeleine depuis 1694 avec l'institution de la Confrérie du Rosaire sous la gouverne de M. Paul Vachon.
À la suite de la mort du curé Vachon en 1729, il y a une baisse de dévotion qui s'échelonne sur une période de 115 ans.
En 1845 la confrérie du rosaire est rétablie par le curé Léandre Tourigny. Puis lors de l'année de la proclamation du dogme de l'Immaculée Conception de Marie, 1854, un paroissien fait don de la statue de la Sainte Vierge qui sera plus tard connue sous le nom de « Notre-Dame du Cap ». L' essor de la dévotion mariale aura lieu sous l'impulsion du curé Luc Désilets à partir de 1867. Après avoir vu un cochon en train de mâchouiller un chapelet devant l'autel de la Sainte Vierge, il se dit : « Les gens laissent tomber le chapelet, et ce sont les cochons qui le ramassent ! ». Ce curé décide alors de se consacrer à la Sainte Vierge et de rétablir sa dévotion.

### Le miracle du pont de glace
Pendant le renouveau de la dévotion mariale du curé Désilets, le nombre de personnes qui fréquentent l'église paroissiale commence à augmenter, jusqu'à ce que l'église ne soit plus assez grande pour tous les contenir.
En 1878, il est décrété par Mgr Louis-François Richer Laflèche qu'une plus grande église est nécessaire. Afin d'économiser il est prévu de démolir la vieille église et d'en utiliser les pierres dans la construction de la nouvelle. Le reste de la pierre nécessaire proviendra de la rive sud du fleuve, qui est à distance d'environ deux kilomètres du littoral de Cap-de-la-Madeleine.
La décision est prise de traverser les pierres d'une rive à l'autre sur des traîneaux une fois que le fleuve sera gelé en hiver. Le curé Désilets charge ses paroissiens de prier le chapelet tous les dimanches après la messe dès novembre afin d'obtenir de la glace pour traverser le fleuve. Malheureusement, l'hiver 1878-1879 est exceptionnellement doux et le Saint-Laurent ne gèle pas comme prévu. Mars s'écoule et la saison des grands froids est terminée de sorte qu'il semble que l'on ne peut plus rien espérer. Cela entrave les plans pour la construction de la nouvelle église.
C'est alors que le curé Désilets fait vœu à Marie que si elle intercède il lui consacrera la vieille église (alors dédiée à Marie-Madeleine). Aussitôt, il est exaucé. Des morceaux de glace flottent en aval du lac Saint-Pierre. Une forte poudrerie survient de sorte que le curé Désilets convoque les travailleurs et leur demande de profiter des forts vents pour arroser les amoncellements de neige qui s'entassaient à ce moment sur le fleuve, dans l'espoir d'épaissir les blocs de glace qui pourraient se former si la température chutait pendant la nuit. Cette entreprise était à ce point risquée qu'à un certain moment le curé Désilets enjoint son vicaire d'aller dire aux hommes d'arrêter les travaux et de rentrer à la maison. Toutefois le vicaire Louis-Eugène Duguay s'y oppose en répliquant qu'en priant la Sainte Vierge l'opération périlleuse va réussir et que le pont allait se faire. Les paroissiens s'activent pendant plusieurs jours jusqu'à former un chemin, qu'ils utilisent ensuite pour transporter les pierres à travers le fleuve. Ce miracle est attribué à l'intercession de la Bienheureuse Mère. Ce pont est immédiatement surnommé le « Pont des Chapelets » en raison de sa connexion avec la prière du même nom. 
Le curé Désilets confirme sa promesse et dédie l'ancienne église à la Vierge Marie. La nouvelle église de Sainte-Marie-Madeleine est livrée au culte le 3 octobre 1880, encore inachevée.

### Le prodige des yeux
Le 22 juin 1888, le père Frédéric Jansoone préside solennellement la cérémonie de la consécration de l'ancienne église paroissiale de Sainte-Marie-Madeleine pour en faire dorénavant le Sanctuaire de Notre-Dame du Très Saint Rosaire.
Le soir même vers 7 heures du soir, le père Frédéric, le curé Désilets et M. Pierre Lacroix prient la Vierge Marie dans le nouveau sanctuaire. Ils sont tous trois alors témoins de ce qui sera appelé le « prodige des yeux ». D'après les affirmations corroborées par les trois hommes présents sur place, la statue de la Vierge, dont les yeux sont coutumièrement baissés, a regardé droit devant elle pendant plusieurs minutes.
Voici ce qu'a relaté le Père Frédéric à ce propos dans le journal «la Presse» le 22 mai 1897.
« La statue de la Vierge, qui a les yeux entièrement baissés, avait les yeux grandement ouverts ; le regard de la Vierge était fixe ; elle regardait devant elle, droit à sa hauteur. L’illusion était difficile : son visage se trouvait en pleine lumière par suite du soleil qui luisait à travers une fenêtre et éclairait parfaitement tout le sanctuaire. Ses yeux étaient noirs, bien formés et en pleine harmonie avec l’ensemble du visage. Le regard de la Vierge était celui d’une personne vivante ; il avait une expression de sévérité, mêlée de tristesse. Ce prodige a duré approximativement de cinq à dix minutes. »

## Site

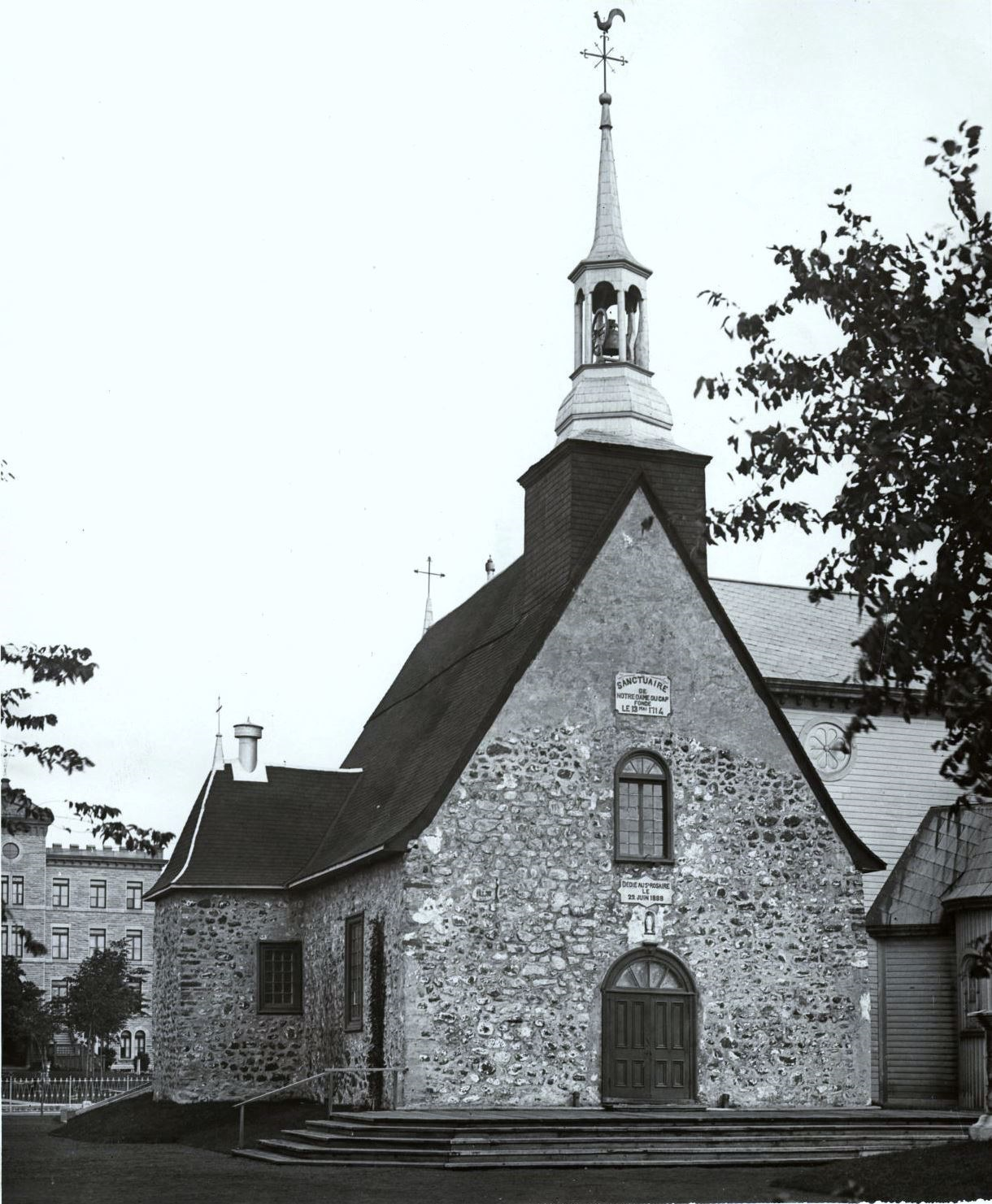
Circa 1920, photographie par Edgar Gariépy.

### Chapelle votive
Le site prend forme en 1659 avec la construction d’une chapelle en bois, mandaté par le gouverneur Pierre Boucher. Dix ans plus tôt, les Jésuites reçoivent une seigneurie au Cap-des-Trois-Rivières afin d'y aménager une mission pour les Amérindiens et de les éloigner des dangers que représente le bourg de Trois-Rivières, en particulier l’accès facile à l’eau-de-vie. Le Cap-des-Trois-Rivières est postérieurement rebaptisé Cap-de-la-Madeleine.
La chapelle faite de bois devient l’église de la nouvelle paroisse Saint-Marie-Madeleine en 1661 et le culte à la Vierge Marie émerge.
Les Récollets prennent ensuite la relève des Jésuites et en 1685 le père Paul Vachon est curé de la paroisse. Il est alors question de construire une chapelle votive en pierre à la place du petit oratoire.
L'ancienne église du sanctuaire que l'on désigne en 1714 sous le nom de l'église de Notre-Dame-du-Cap, remontant au Régime français est édifiée entre 1717 et 1720 et a été conservée. C'est dans cette chapelle que les événements miraculeux se sont en partie produits. Conservée dans son intégrité, il s'agit d'un monument majeur du patrimoine religieux québécois.

### Le pont des Chapelets
Le « pont des Chapelets » est édifié en 1924 pour commémorer le miracle du pont de glace ; 19 hommes ayant traversé sur ce pont assistent à son inauguration.

### Chemin de croix
C'est le Père Frédéric qui fait ériger le chemin de croix du sanctuaire Notre-Dame-du-Cap. En effet, il avait longtemps été en Terre sainte avant de recevoir la garde du sanctuaire Notre-Dame-du-Cap. Il avait développé une grande dévotion à la Passion du Christ. C'est pour cela qu'il fait un tracé de la voie douloureuse et qu'il a érigé une réplique du tombeau de Jésus, le « Saint-Sépulcre ». Comme à Jérusalem, on peut voir un gisant de Jésus. Comme l'espace n'était pas assez vaste pour respecter la distance entre les stations, il faut franchir trois fois le chemin de croix pour parcourir un demi-mille, distance qui correspond à celle parcourue par le Christ dans sa montée au Calvaire.

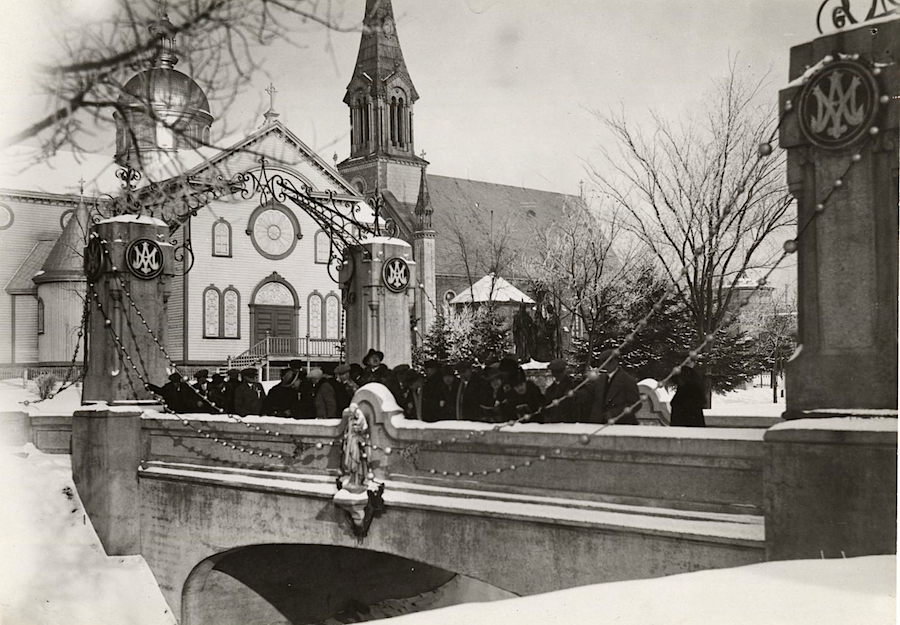
Pont des Chapelets, le 24 mars 1924.

### La basilique
La basilique actuelle est construite à partir de 1955 et consacrée en 1964 : la construction dure neuf ans. Elle mesure 258 pieds de haut du sol à la croix qui orne le toit, 125 pieds de haut du plancher au haut du dôme à l'intérieur. Une statue de 24 pieds de Marie orne sa façade. Neuf années sont nécessaires pour que tous les vitraux (faits à la main) soient installés dans la basilique.

## Pèlerinage

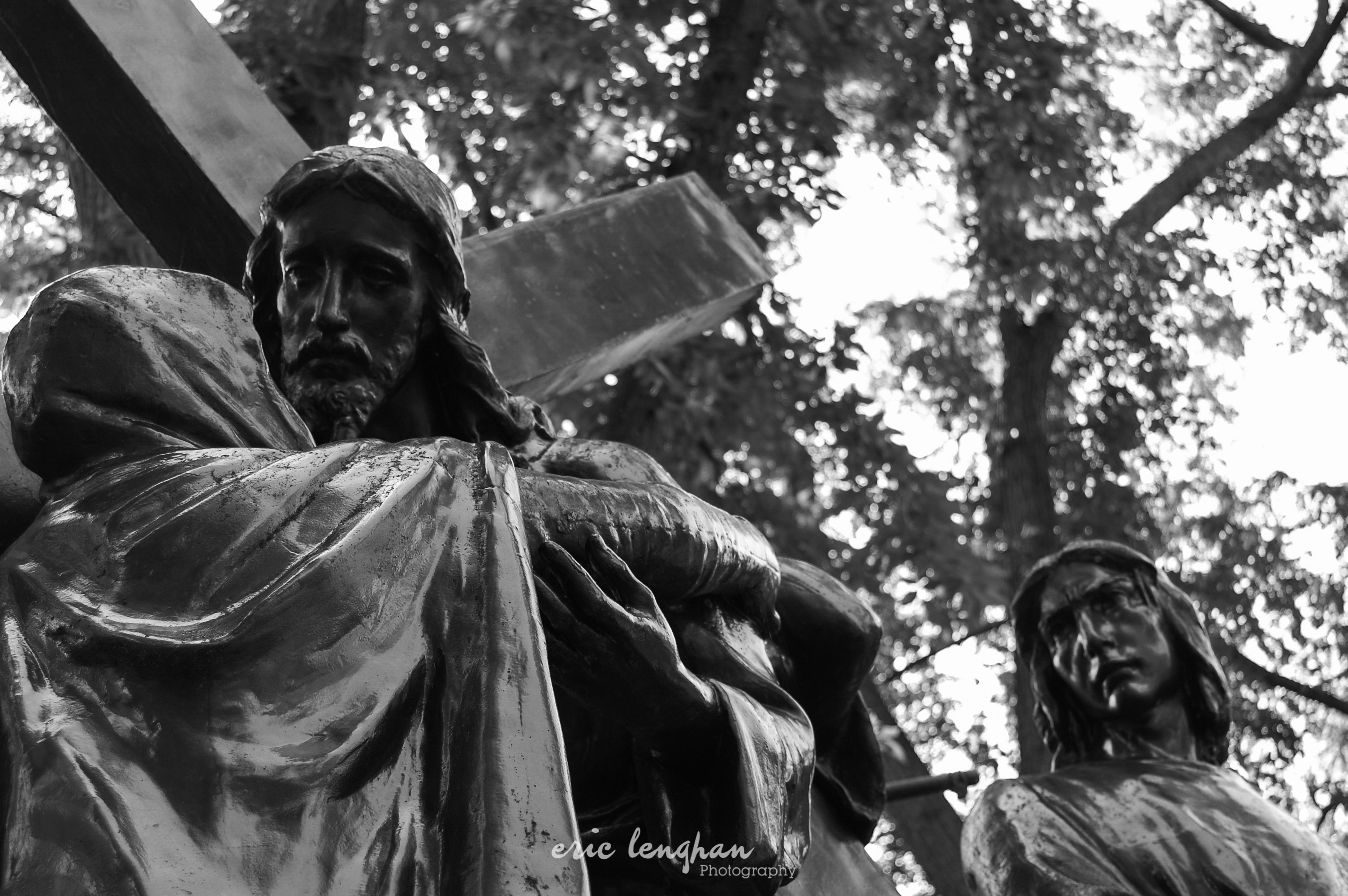
Jésus portant sa Croix, statue en bronze dans les jardins du sanctuaire.

À partir du début du XXe siècle, de nombreux pèlerinages commencent à cheminer vers le sanctuaire Notre-Dame-du-Cap, principalement en provenance du Canada et des États-Unis.
Les participants au pèlerinage dédié à Marie-Reine-du-Canada, créé en 2003, parcourent notamment 100 km à pied en trois jours de Saint-Joseph-de-Lanoraie (Lanoraie), en passant par Maskinongé et Trois-Rivières, à chaque fête du Travail.
Les pèlerins dévoués à Marie-Reine-de-la-Paix convergent quant à eux chaque année à partir de plusieurs points au Québec, en arrivant le 15 août lors la fête de l'Assomption.

## Galerie

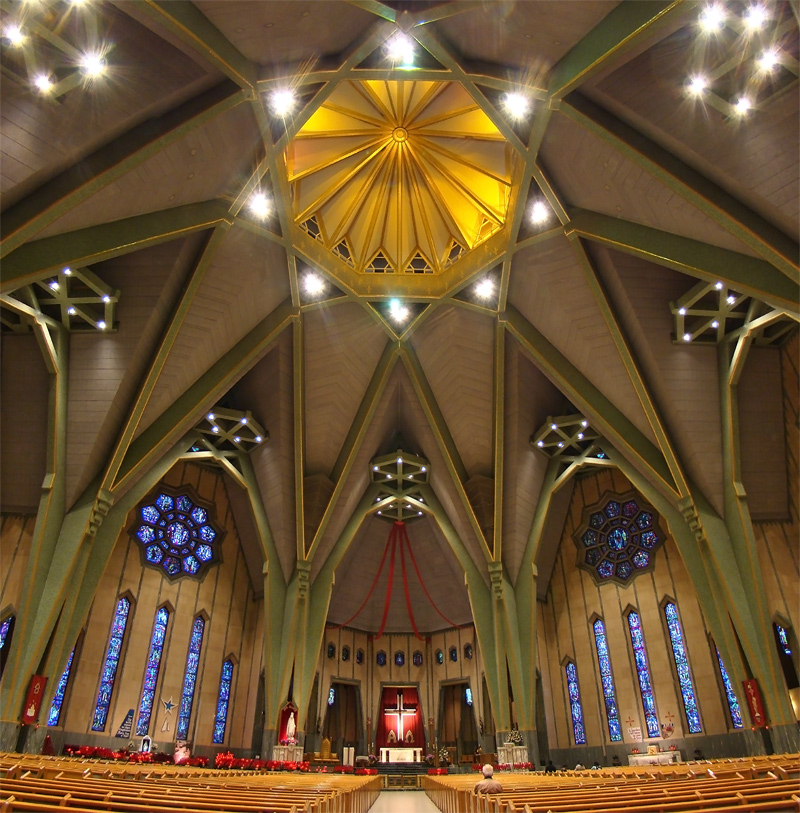
Intérieur de la Basilique.
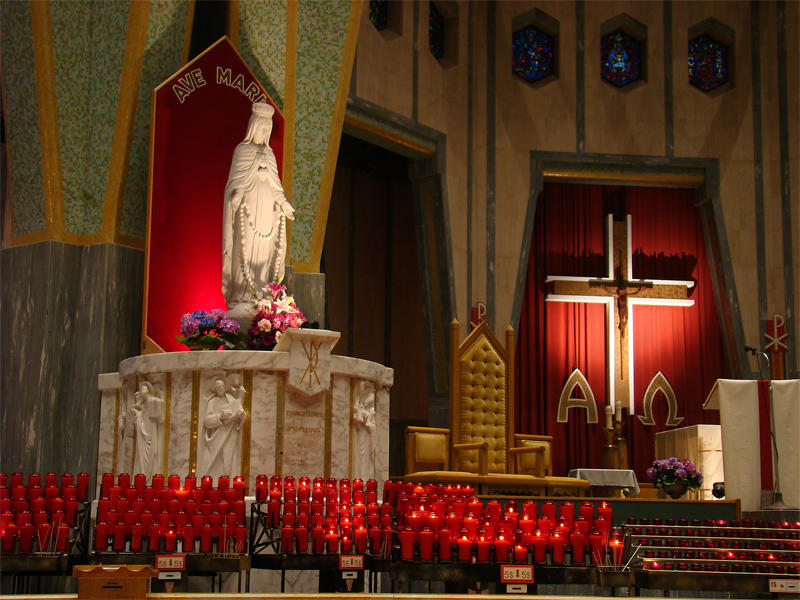
Autel dans la Basilique.
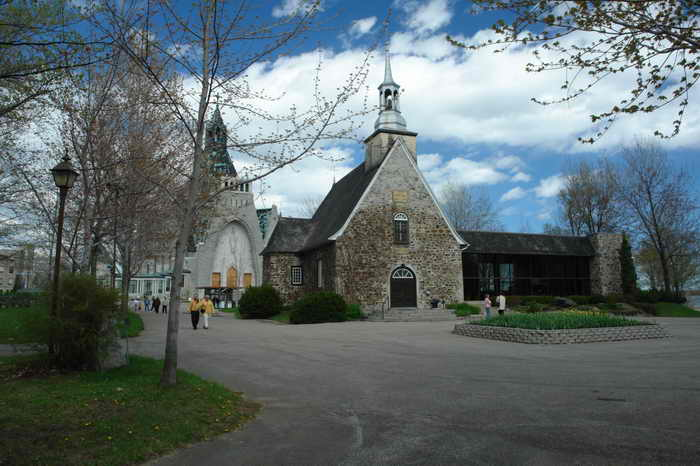
Chapelle votive (1720) et Basilique (1955) en arrière-plan.
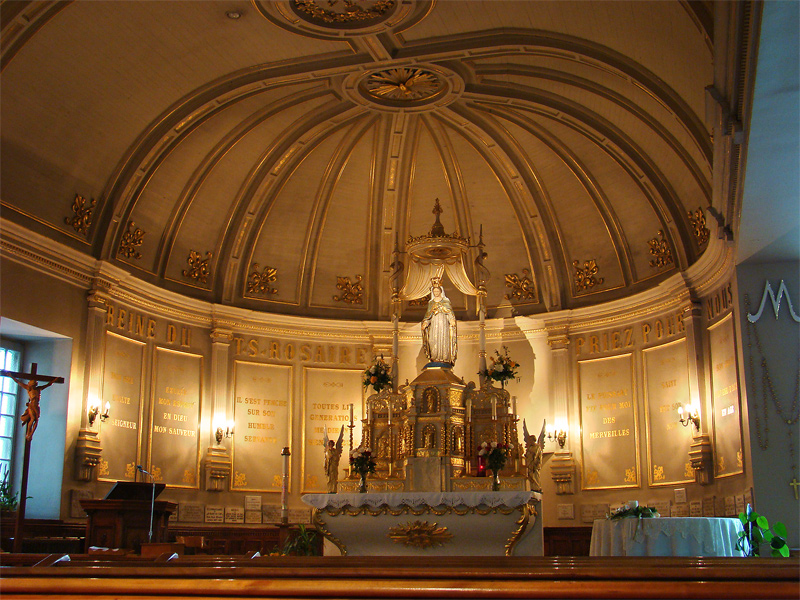
Intérieur de la chapelle votive.
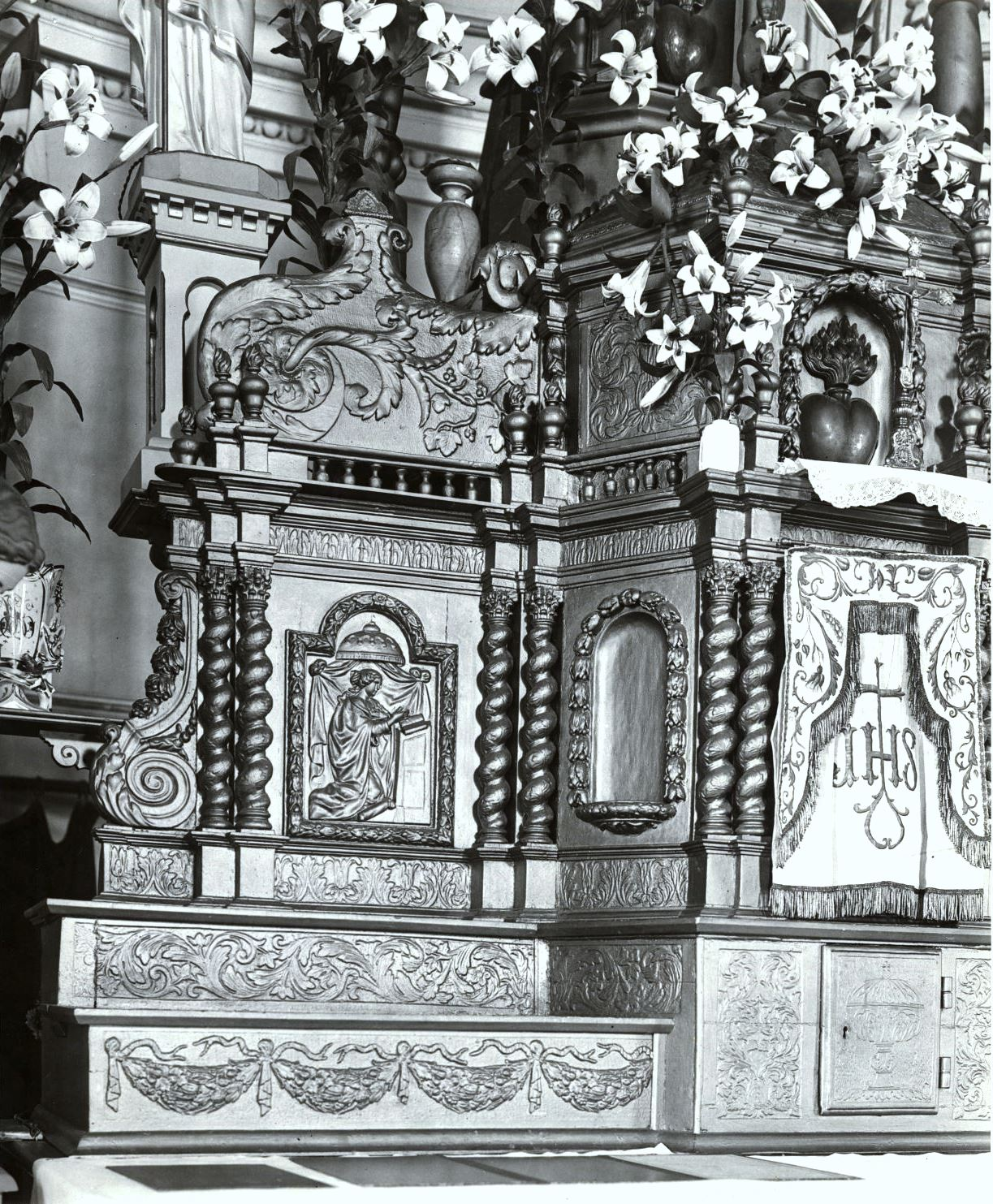
Détail de l'autel de la chapelle (photographié vers 1920).
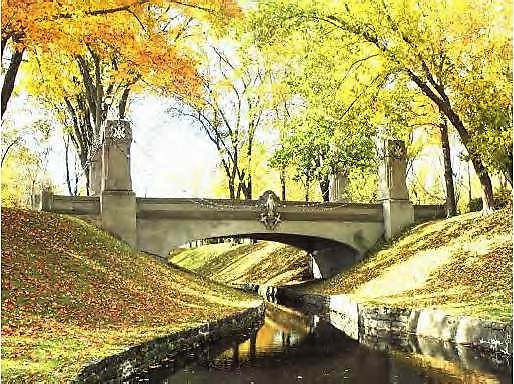
Pont des Chapelets (1924).